# Lee Bum-young
Đây là một tên người Triều Tiên, họ là Lee.
Lee Bum-young (sinh ngày 2 tháng 4 năm 1989) là một cầu thủ bóng đá Hàn Quốc hiện tại thi đấu với vị trí thủ môn cho Gangwon FC ở K League 1. Em trai của anh Lee Bum-soo cũng là một cầu thủ bóng đá.

## Sự nghiệp
Lee Bum-young ký một bản hợp đồng chuyên nghiệp cho Busan I'Park năm 2008, sau đó ra sân 17 lần trong năm đầu tiên cho câu lạc bộ. Sau 5 năm thi đấu ở K-League, anh trở thành cầu thủ ra sân hàng đầu của Busan. Lee Bum-young trải qua 3 năm thi đấu ưu tiên đến khi câu lạc bộ về đích thứ 11 tại giải đấu năm 2015 và xuống hạng sau playoff, khi thua 0-3 sau hai lượt trận trước Suwon FC. Lee có tổng cộng 134 lần ra sân tại giải vô địch và 163 lần cho Busan I'Park.
Lee Bum-young sau đó chuyển đến câu lạc bộ mới thăng hạng Avispa Fukuoka, anh được chọn là thủ môn số một bởi huấn luyện viên Masami Ihara.

## Sự nghiệp quốc tế
Tại Thế vận hội Luân Đôn 2012, Lee đóng vai trò quan trọng trong chiến thắng ở tứ kết của Hàn Quốc trước Vương quốc Anh. Sau khi vào sân từ ghế dự bị vào cuối trận khi thay thế cho thủ môn số 1 Jung Sung-ryong, anh cản phá được cú sút thứ năm từ Daniel Sturridge trong loạt sút luân lưu. Hàn Quốc ghi bàn trong lượt sút thứ năm và giành chiến thắng 5-4, vào đến bán kết lần đầu tiên trong lịch sử Thế vận hội. Anh có tên trong đội hình xuất phát trong trận bán kết trước Brasil.
Lee nằm trong đội hình của đội tuyển tham gia Giải vô địch bóng đá thế giới 2014 với tư cách thủ môn số 3. Tuy nhiên, anh không thi đấu một phút nào.
Anh ra mắt trước Uruguay ngày 8 tháng 9 năm 2014.

## Thống kê sự nghiệp câu lạc bộ
Cập nhật gần đây nhất ngày 24 tháng 4 năm 2016.
| Thành tích câu lạc bộ | Thành tích câu lạc bộ | Thành tích câu lạc bộ | Giải vô địch | Giải vô địch | Cúp                   | Cúp                   | Cúp Liên đoàn | Cúp Liên đoàn | Play-off | Play-off  | Tổng cộng | Tổng cộng |
| Mùa giải              | Câu lạc bộ            | Giải vô địch          | Số trận      | Bàn thắng    | Số trận               | Bàn thắng             | Số trận       | Bàn thắng     | Số trận  | Bàn thắng | Số trận   | Bàn thắng |
| Hàn Quốc              | Hàn Quốc              | Hàn Quốc              | Giải vô địch | Giải vô địch | Cúp KFA               | Cúp KFA               | Cúp Liên đoàn | Cúp Liên đoàn |          |           | Tổng cộng | Tổng cộng |
| --------------------- | --------------------- | --------------------- | ------------ | ------------ | --------------------- | --------------------- | ------------- | ------------- | -------- | --------- | --------- | --------- |
| 2008                  | Busan I'Park          | K League 1            | 10           | 0            | 1                     | 0                     | 6             | 0             | -        | -         | 17        | 0         |
| 2009                  | Busan I'Park          | K League 1            | 3            | 0            | 1                     | 0                     | 3             | 0             | -        | -         | 7         | 0         |
| 2010                  | Busan I'Park          | K League 1            | 6            | 0            | 2                     | 0                     | 0             | 0             | -        | -         | 8         | 0         |
| 2011                  | Busan I'Park          | K League 1            | 14           | 0            | 2                     | 0                     | 4             | 0             | -        | -         | 20        | 0         |
| 2012                  | Busan I'Park          | K League 1            | 12           | 0            | 1                     | 0                     | -             | -             | -        | -         | 13        | 0         |
| 2013                  | Busan I'Park          | K League 1            | 31           | 0            | 3                     | 0                     | -             | -             | -        | -         | 34        | 0         |
| 2014                  | Busan I'Park          | K League 1            | 31           | 0            | 3                     | 0                     | -             | -             | -        | -         | 34        | 0         |
| 2015                  | Busan I'Park          | K League 1            | 27           | 0            | 1                     | 0                     | -             | -             | 2        | 0         | 30        | 0         |
| Tổng cộng             | Hàn Quốc              | Hàn Quốc              | 134          | 0            | 14                    | 0                     | 13            | 0             | 2        | 0         | 163       | 0         |
| Nhật Bản              | Nhật Bản              | Nhật Bản              | Giải vô địch | Giải vô địch | Cúp Hoàng đế Nhật Bản | Cúp Hoàng đế Nhật Bản | J.League Cup  | J.League Cup  |          |           | Tổng cộng | Tổng cộng |
| 2016                  | Avispa Fukuoka        | J1 League             | 7            | 0            | 0                     | 0                     | 2             | 0             | -        | -         | 9         | 0         |
| Tổng cộng             | Nhật Bản              | Nhật Bản              | 7            | 0            | 0                     | 0                     | 2             | 0             | -        | -         | 9         | 0         |
| Tổng cộng sự nghiệp   | Tổng cộng sự nghiệp   | Tổng cộng sự nghiệp   | 141          | 0            | 14                    | 0                     | 15            | 0             | 2        | 0         | 172       | 0         |